# دورة الألعاب الآرية
كانت دورة الألعاب الآرية (بالألمانية: Arische Spiele)‏ بديلًًا مقترحًا للألعاب الأولمبية في ألمانيا النازية. تم اقتراح هذه الألعاب الرياضية المتعددة من قبل المنظم الرياضي النازي كارل ديم واعتمدها لاحقًا أدولف هتلر. كان من المفترض أن تقام هذه الألعاب في نورنبرغ في «الملعب الألماني» المخطط له، والذي صممه المهندس المعماري النازي ألبرت شبير، والذي لم يتم بناؤه أبدًا.
كانت الفكرة ممتعة في الأصل في عام 1939 من قبل كارل ديم، كبير منظمي دورة الألعاب الأولمبية الصيفية لعام 1936 في برلين، والذي كان قد لوحظ بالفعل قبل دورة الألعاب الأولمبية لعام 1936 لأنه ادعى أن «الجرمان قد يهزمهم الجرمان الآخرون فقط»، والذي اتضح أنه ليس القضية. تبنى هتلر الفكرة بعد ذلك، الذي أخبر ألبرت سبير أنه لن يكون هناك المزيد من الألعاب الأولمبية، بل الألعاب الآرية فقط بمجرد بناء الملعب الألماني.